# Lijst van spelers van Arsenal FC
Deze lijst omvat voetballers die bij de Engelse voetbalclub Arsenal FC spelen of gespeeld hebben. De spelers zijn gerangschikt volgens alfabet.

## A
- Tony Adams (1980-2002)
- Colin Addison (1966-1967)
- Emmanuel Adebayor (2006-2009)
- Chuba Akpom (2013-2018)
- Jérémie Aliadière (2001-2005)
- Manuel Almunia (2004-2012)
- Viv Anderson (1984-1987)
- Nicolas Anelka (1997-1999)
- Andrej Arshavin (2009-2013)
- Mikel Arteta (2011-2016)
- Alexandre Song(2005-2012)
- Pierre-Emerick Aubameyang (2018-2022)

## B
- Alan Ball (1971-1976)
- Júlio Baptista (2006-2007)
- Nacer Barazite (2006-2010)
- Kyle Bartley (2009-2012)
- Héctor Bellerín (2014-2022)
- Yossi Benayoun (2011-2012)
- Nicklas Bendtner (2005-2014)
- David Bentley (2001-2005)
- Vincent van den Berg (2006-2008)
- Dennis Bergkamp (1995-2006)
- Krystian Bielik (2014-2019)
- Giovanni van Bronckhorst (2001-2003)
- Luís Boa Morte (1997-1999)
- Steve Bould (1988-1999)

## C
- Joel Campbell (2011-2018)
- Kevin Campbell (1988-1995)
- Sol Campbell (2001-2006, 2009-2010)
- Santi Cazorla (2012-2018)
- Petr Čech (2015-2019)
- Marouane Chamakh (2010-2013)
- Calum Chambers (2014-2022)
- Gaël Clichy (2003-2011)
- Andy Cole (1989-1992)
- Ashley Cole (1999-2006)
- Park Chu-Young (2011-2012)
- Pascal Cygan (2002-2006)
- Francis Coquelin (2010-2018)

## D
- Paul Davis (1980-1995)
- Mathieu Debuchy (2014-2018)
- Guy Demel (2000-2001)
- Denilson (2006-2013)
- John Devine (1976-1983)
- Abou Diaby (2006-2015)
- Lassana Diarra (2007-2008)
- Paul Dickov (1990-1996)
- Lee Dixon (1988-2002)
- Johan Djourou (2004-2014)
- Ted Drake (1934-1945)

## E
- Craig Eastmond (2009-2013)
- Emmanuel Eboué (2005-2011)
- Edu (2000-2005)
- Eduardo (2007-2010)
- Mohamed Elneny (2016-heden)

## F
- Łukasz Fabiański (2007-2014)
- Francesc Fàbregas (2004-2011)
- Alf Fields (1936-1952)
- Mathieu Flamini (2004-2008, 2013-2016)
- / Emmanuel Frimpong (2010-2014)

## G
- Gabriel Paulista (2015-2017)
- William Gallas (2006-2010)
- Charlie George (1968-1975)
- Gervinho (2011-2013)
- Kieran Gibbs (2007-2017)
- Gilberto Silva (2002-2008)
- Charlie Gilmour (2017-2019)
- Serge Gnabry (2011-2016)
- Gilles Grimandi (1997-2002)
- Perry Groves (1986-1992)
- Olivier Giroud (2012-2018)

## H
- John Hartson (1994-1997)
- Martin Hayes (1985-1990)
- Glenn Helder (1994-1997)
- Thierry Henry (1999-2007,2012)
- David Hillier (1988-1996)
- Alexandr Hleb (2005-2008)
- Rob Holding (2016-heden)
- Gavin Hoyte (2007-2012)

## I
- Ignasi Miquel (2010-2014)
- Junichi Inamoto (2001-2002)
- Alex Iwobi (2015-2019)

## J
- Carl Jenkinson (2011-2019)
- Pat Jennings (1977-1985)
- John Jensen (1992-1996)
- Bradley Johnson (1997-2002)
- Júlio Baptista (2006-2007)
- Gabriel Jesus (2022-heden)

## K
- Nwankwo Kanu (1999-2004)
- Gerrit Keizer (1930-1931)
- Martin Keown (1985-1986, 1993-2004)
- Ray Kennedy (1968-1975)
- Jakub Kiwior (2023-heden)
- Sead Kolasinac (2017-2022)
- Laurent Koscielny (2010-2019)
- Kim Källström (2014)

## L
- Alexandre Lacazette (2017-2022)
- Henri Lansbury (2006-2012)
- Sebastian Larsson (2004-2007)
- Lauren (2000-2007)
- Jens Lehmann (2003-2008, 2011)
- Anders Limpar (1990-1994)
- Andy Linighan (1990-1996)
- Fredrik Ljungberg (1998-2007)
- Oleh Loezjny (1999-2003)
- John Lukic (1984-1990, 1996-2000)
- Albert Sambi Lokonga (2021-heden)
- Pål Lydersen (1991-1994)

## M
- Ainsley Maitland-Niles (2014-2022)
- Alex Manninger (1997-2001)
- Vito Mannone (2006-2013)
- Pablo Marí (2020-heden)
- Damián Martínez (2010-2020)
- Eddie McGoldrick (1993-1996)
- Fran Mérida (2006-2010)
- Paul Merson (1985-1997)
- Per Mertesacker (2011-2018)
- Ryo Miyaichi (2010-2015)
- Nacho Monreal (2013-2019)
- Shkodran Mustafi (2016-2021)

## N
- Samir Nasri (2008-2011)
- Charlie Nicholas (1983-1987)
- Eddie Nketiah (2017-heden)
- Håvard Nordtveit (2007-2011)

## O
- David O'Leary (1975-1993)
- David Ospina (2014-2019)
- Marc Overmars (1997-2000)
- Quincy Owusu-Abeyie (2002-2006)
- Alex Oxlade-Chamberlain (2011-2017)
- Joe O'Cearuill (2006-2007)
- Mesut Özil  (2013-2021)
- Martin Ødegaard (2021-heden)

## P
- Ray Parlour (1989-2004)
- Jermaine Pennant (1999-2005)
- Lucas Pérez (2016-2018)
- Robin van Persie (2004-2012)
- Emmanuel Petit (1997-2000)
- Robert Pirès (2000-2006)
- David Platt (1995-1998)
- Lukas Podolski (2012-2015)

## Q
- Niall Quinn (1983-1990)

## R
- Aaron Ramsey (2008-2019)
- Mark Randall (2006-2011)
- Jeff Reine-Adélaïde (2015-2018)
- José Antonio Reyes (2004-2006)
- Kevin Richardson (1987-1990)
- Graham Rix (1975-1988)
- John Roberts (1969-1972)
- David Rocastle (1985-1992)
- Tomáš Rosický (2006-2016)
- Mathew Ryan (2021)

## S
- Bacary Sagna (2007-2014)
- Alexis Sánchez (2014-2018)
- Yaya Sanogo (2013-2017)
- Kenny Sansom (1980-1988)
- André Santos (2011-2013)
- Stefan Schwarz (1994-1995)
- David Seaman (1990-2003)
- Ian Selley (1992-1997)
- Philippe Senderos (2003-2010)
- Rami Shaaban (2002-2004)
- Mikaël Silvestre (2008-2010)
- Alan Smith (1987-1995)
- Alexandre Song (2007-2012)
- Sébastien Squillaci (2010-2013)
- Frank Stapleton (1974–1981)
- Igors Stepanovs (2000-2003)
- Davor Šuker (1999-2000)
- Sebastian Svärd (2000-2006)
- Sylvinho (1999-2001)
- Wojciech Szczęsny (2008-2017)

## T
- Efstathios Tavlaridis (2002-2004)
- Michael Thomas (1984-1991)
- Kolo Touré (2002-2009)
- Armand Traoré (2006-2011)
- Leandro Trossard (2023-heden)

## U
- Matthew Upson (1997-2003)

## V
- Carlos Vela (2005-2012)
- Thomas Vermaelen (2009-2014)
- Patrick Vieira (1996-2005)
- Nelson Vivas (1998-1999)

## W
- Theo Walcott (2006-2018)
- Danny Welbeck (2014-2019)
- Chris Whyte (1978-1986)
- Steve Williams (1984-1988)
- Chris Willock (2015-2017)
- Jack Wilshere (2008-2018)
- Bob Wilson (1963-1974)
- Sylvain Wiltord (2000-2004)
- Nigel Winterburn (1988-2000)
- Tony Woodcock (1982-1986)
- Christopher Wreh (1997-2000)
- Ian Wright (1991-1998)

## X
- Granit Xhaka (2016-heden)

## Z
- Gedion Zelalem (2014-2019)